# Exide
Exide Technologies est un fabricant américain de batterie au plomb. Le siège social international est basé aux États-Unis à Milton (Géorgie), celui européen en France à Gennevilliers (Île-de-France). La société possède des usines de fabrications et de recyclage des batteries (activité polluante, notamment pour la récupération du plomb, de l'arsenic et de l'antimoine, et la gestion de l'acide sulfurique contenu par les batteries. Elle a été localement source de pollutions importantes et plus ou moins étendues selon les cas de l'eau, du sol et de l'air, notamment [Pollution au plomb par Exide en Californie autour de l'usine de fabrication et recyclage de Vernon].
La société est présente dans les secteurs automobiles et industriels en tant que fabricant d'équipement d'origine et sur le marché secondaire dans ces mêmes secteurs dans plus de 80 pays.

## Histoire

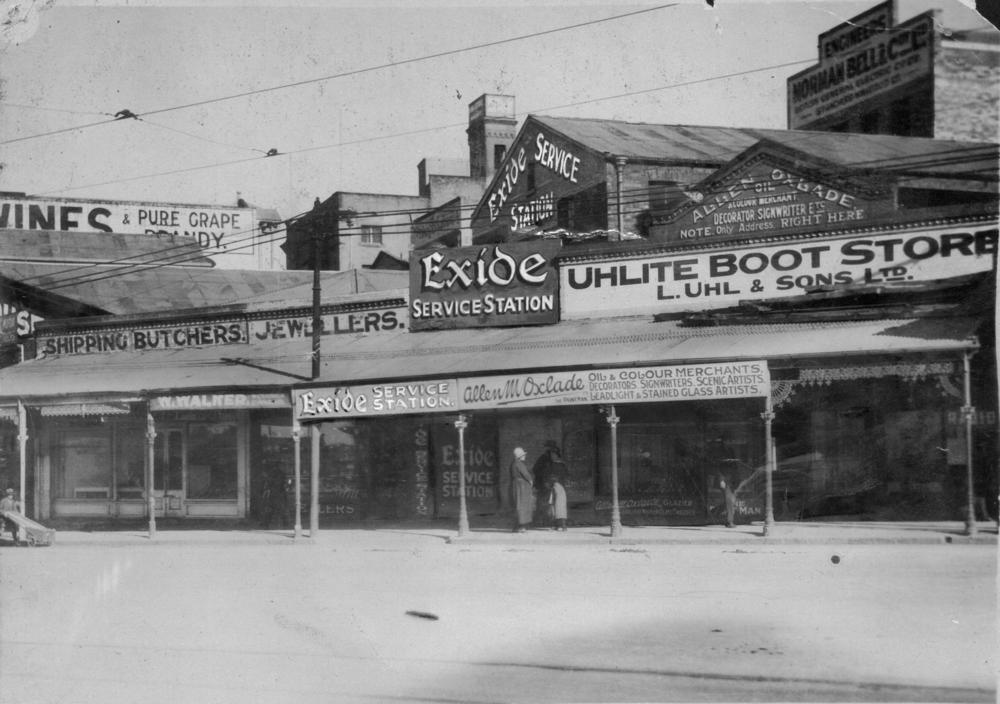
Magasin (Station-service) de l'entreprise Exide Battery Co à Petrie Bight ; Brisbane en Australie (1922). C'était le premier emplacement de la société, à Petrie Bight, face à la rivière Brisbane, à peu près là où se trouve maintenant la banque de sang de la Croix-Rouge. L'entreprise a été fondée et détenue par Henry William Jones. (selon la description fournie avec photo)

Exide Technologies a été créée en 1888 par W.W.Gibbs sous le nom de "The Electric Storage Battery Company" (L'entreprise de batterie de stockage électrique).
En 1898, l'entreprise de batterie de stockage électrique fournit le premier module sous-marin commandé par l'US Navy pour l'USS Holland (SS-1).
En 1900, la société développe un nouveau produit possédant une meilleure capacité et plus léger pour les taxis. Ces batteries furent les premières à porter le nom Exide; étant l'abréviation pour « Excellent Oxide ».
En 1912, dans un effort pour éliminer le démarrage dangereux des moteurs à la main, Cadillac commence à produire la première voiture à batterie à combustion interne. Exide en est le fournisseur.
En 1924, l'US Navy fait de nouveau confiance à Exide pour fournir l'énergie de leur escadron d'avions à travers le globe.
En 1934, Jeanette et Jean Piccard établissent un record du monde d'altitude en montgolfière accompagné par l'énergie Exide.
Au cours de la Seconde Guerre mondiale, Exide a fourni à l'US Navy des batteries pour ses sous-marins ainsi que ses tanks et autres véhicules.
En 1954, Exide décide de séparer son activité en deux divisions : automobile et industrielle.
En 1969, le premier module d'atterrissage lunaire de la NASA a utilisé l'énergie solaire stockée des batteries Exide.
En 1996, Exide achète la CEAC, une entreprise franco-italienne vendant des batteries (avec cette acquisition viennent les droits des marques Fulmen (Franco-belge), et Sonnenschein (Allemagne)) et Tudor, une entreprise de batteries espagnole.
En 2000, Exide acquiert GNB Technologies, un fournisseur nord-américain de batteries automobiles. Aujourd'hui, la GNB représente la marque dans le secteur industriel.

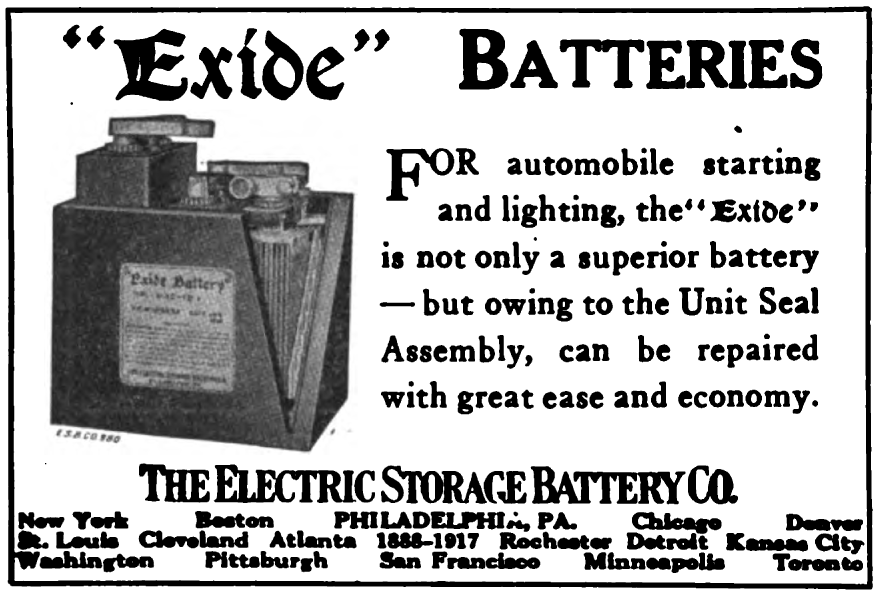
Publicité pour les batteries Exide dans le journal Horseless Age, 1918.

En mai 2020, Exide démarre la procédure du chapitre 11, destinée à faciliter la vente des activités nord-américaines et entame de sérieux pourparlers avec plusieurs acheteurs éventuels.

## Entreprises et produits
Exide Technologies sépare son activité en deux divisions (automobile et industrielle).

### Automobile
Exide fournit des batteries pour les voitures, camions, autobus, motos, bateaux, matériel agricole, matériel de construction, caravanes et remorques.

### Industriel
GNB Technologies fournit des applications stationnaires pour les systèmes de télécommunication, alimentation, transport ferroviaire, photovoltaïque (énergie solaire) et d'alimentation sans coupure (UPS), ainsi que des applications de tractions pour les chariots élévateurs, véhicules électriques, et l'exploitation minière.